# رامون کاسترو خیخون
رامون کاسترو خیخون (انگلیسی: Ramón Castro Jijón; زاده ۱۵ نوامبر ۱۹۱۵ – درگذشته ۱ نوامبر ۱۹۸۴) سیاستمدار اهل اکوادور بود. وی از ۱۱ ژوئیه ۱۹۶۳ تا ۲۹ مارس ۱۹۶۶ رئیس‌جمهور اکوادور بود.
رامون کاسترو خیخون در ۱ نوامبر ۱۹۸۴، در سن ۶۸ سالگی درگذشت.